# Pedro Joaquín Galván
Pedro Joaquín Galván (Arrecifes, Buenos Aires, Argentina, 18 de agosto de 1985) es un futbolista argentino. Juega de mediocampista ofensivo y actualmente se encuentra jugando en Ciudad Bolívar del Torneo Federal A de Argentina.

## Trayectoria
Debutó como profesional en Gimnasia y Esgrima La Plata en donde llegó desde su ciudad natal a las inferiores. Nunca pudo afianzarse en el primer equipo de Gimnasia, en el año 2006 buscando un poco más de continuidad se fue a San Martín (SJ) en donde encontró la continuidad que buscaba jugando en la Segunda División del Fútbol Argentino, gracias a su buen pasar por este equipo, se le abre la puerta para jugar en el Fútbol de Ecuador, más precisamente en el Deportivo Olmedo en donde permaneció un año pero no pudo afianzarse entre los titulares y varió el banco de los suplentes. En su vuelta al Fútbol Argentino, sin lugar en Gimnasia volvió a ser cedido a San Martín (SJ) en donde aún se recuerda su buen paso por el club, permaneció 6 meses en el equipo Sanjuanino para luego emigrar a mediados del 2008 al Fútbol de Israel en donde desde hace ya 4 años está vistiendo la camiseta del Bnei Yehuda Tel Aviv de la Primera División de aquel país.
Si bien nunca pudo tener la continuidad que merecía en Gimnasia y Esgrima La Plata, los hinchas aún lo recuerdan con mucho cariño.
Luego de su pase caído al Atlante FC y con la posibilidad nula de ir al Puebla FC, ambos equipos de la liga de México, volvió a Israel para sumarse al Maccabi Petah-Tikvah de aquel país, a préstamo por un año.
Para el año 2025, regresa a Ciudad Bolívar donde tendrá su segunda etapa en el club. Fue parte del plantel del equipo que ascendió al Federal A en el 2021.

## Clubes
| Club                        | País      | Año         |
| --------------------------- | --------- | ----------- |
| Gimnasia y Esgrima La Plata | Argentina | 2003 - 2005 |
| San Martín (SJ)             | Argentina | 2006        |
| Deportivo Olmedo            | Ecuador   | 2007        |
| San Martín (SJ)             | Argentina | 2008        |
| Bnei Yehuda Tel Aviv        | Israel    | 2008 - 2013 |
| Maccabi Petah-Tikvah        | Israel    | 2013 - 2014 |
| Bnei Yehuda Tel Aviv        | Israel    | 2016        |
| Hapoel Ashkelon             | Israel    | 2016        |
| Bnei Yehuda Tel Aviv        | Israel    | 2017        |
| Hapoel Tel Aviv             | Israel    | 2017-2018   |
| Hapoel Marmorek F.C.        | Israel    | 2018        |
| Ironi Rishon leZion         | Israel    | 2018-2019   |
| Olimpo                      | Argentina | 2019-2020   |
| Ciudad Bolívar              | Argentina | 2021        |
| Balonpie Bolívar            | Argentina | 2021-2024   |
| Ciudad Bolívar              | Argentina | 2025-Act.   |